# Saison 2017-2018 des Knicks de New York
La saison 2017-2018 des Knicks de New York est la 72e saison de la franchise en NBA.

## Draft
| Tour | Choix | Joueur          | Poste | Nationalité | Provenance             |
| ---- | ----- | --------------- | ----- | ----------- | ---------------------- |
| 1    | 8     | Frank Ntilikina | PG    | France      | Strasbourg IG (France) |
| 2    | 44    | Damyean Dotson  | SG    | États-Unis  | Cougars de Houston     |
| 2    | 58    | Ognjen Jaramaz  | PG    | Serbie      | KK Mega Bemax (Serbie) |

## Matchs

### Summer League
| Summer League Total: 0-4 |

| Match | Date match  | Équipe        | Score    | Meilleur marqueur   | Meilleur rebondeur   | Meilleur passeur        | Lieux        | Série |
| ----- | ----------- | ------------- | -------- | ------------------- | -------------------- | ----------------------- | ------------ | ----- |
| 1     | 1er juillet | Dallas        | D 75-80  | Chasson Randle (14) | Damyean Dotson (8)   | Xavier Rathan-Mayes (5) | Amway Center | 0 - 1 |
| 2     | 2 juillet   | Détroit       | D 78-103 | Chasson Randle (16) | Louis Labeyrie (11)  | Damyean Dotson (4)      | Amway Center | 0 - 2 |
| 3     | 3 juillet   | Oklahoma City | D 87-99  | Chasson Randle (20) | Damyean Dotson (5)   | Xavier Rathan-Mayes (4) | Amway Center | 0 - 3 |
| 4     | 5 juillet   | Orlando       | D 73-84  | Jamel Artis (13)    | Marshall Plumlee (9) | Damyean Dotson (4)      | Amway Center | 0 - 4 |

### Pré-saison
| Pré-saison Total: 0-5 (Domicile : 0-3 ; Extérieur : 0-2) |

| Match | Date match | Équipe       | Score     | Meilleur marqueur         | Meilleur rebondeur        | Meilleur passeur   | Lieux Spectateurs     | Série |
| ----- | ---------- | ------------ | --------- | ------------------------- | ------------------------- | ------------------ | --------------------- | ----- |
| 1     | 3 octobre  | Brooklyn     | D 107-115 | Hardaway Jr., Kanter (17) | Beasley, Hernangómez (10) | Ramon Sessions (5) | Madison Square Garden | 0 - 1 |
| 2     | 6 octobre  | @ Washington | D 100-104 | Enes Kanter (16)          | Michael Beasley (8)       | Sessions, Jack (5) | Capital One Arena     | 0 - 2 |
| 3     | 8 octobre  | @ Brooklyn   | D 83-117  | Willy Hernangómez (17)    | Willy Hernangómez (12)    | Jack, Sessions (5) | Barclays Center       | 0 - 3 |
| 4     | 9 octobre  | Houston      | D 95-117  | Tim Hardaway, Jr. (21)    | Enes Kanter (8)           | O'Quinn, Baker (4) | Madison Square Garden | 0 - 4 |
| 5     | 12 octobre | Washington   | D 103-110 | Tim Hardaway, Jr. (23)    | Kanter, O'Quinn (7)       | Ron Baker (5)      | Madison Square Garden | 0 - 5 |

### Saison régulière
| Saison régulière Total: 28-54 (Domicile : 19-22 ; Extérieur : 9-32) |

| Match | Date match | Équipe          | Score     | Meilleur marqueur       | Meilleur rebondeur      | Meilleur passeur     | Lieux                   | Série |
| ----- | ---------- | --------------- | --------- | ----------------------- | ----------------------- | -------------------- | ----------------------- | ----- |
| 1     | 19 octobre | @ Oklahoma City | D 84-105  | Kristaps Porziņģis (31) | Kristaps Porziņģis (12) | McDermott, Baker (4) | Chesapeake Energy Arena | 0 - 1 |
| 2     | 21 octobre | Détroit         | D 107-111 | Kristaps Porziņģis (33) | Enes Kanter (10)        | Baker, Sessions (5)  | Madison Square Garden   | 0 - 2 |
| 3     | 24 octobre | @ Boston        | D 89-110  | Enes Kanter (16)        | Enes Kanter (19)        | Ramon Sessions (7)   | TD Garden               | 0 - 3 |
| 4     | 27 octobre | Brooklyn        | V 107-86  | Kristaps Porziņģis (30) | Kyle O'Quinn (12)       | Jack, Ntilikina (5)  | Madison Square Garden   | 1 - 3 |
| 5     | 29 octobre | @ Cleveland     | V 114-95  | Tim Hardaway, Jr. (34)  | Enes Kanter (12)        | Jarrett Jack (9)     | Quicken Loans Arena     | 2 - 3 |
| 6     | 30 octobre | Denver          | V 116-110 | Kristaps Porziņģis (38) | Kyle O'Quinn (12)       | Jarrett Jack (10)    | Madison Square Garden   | 3 - 3 |

| Match | Date match   | Équipe        | Score     | Meilleur marqueur        | Meilleur rebondeur      | Meilleur passeur      | Lieux                 | Série   |
| ----- | ------------ | ------------- | --------- | ------------------------ | ----------------------- | --------------------- | --------------------- | ------- |
| 7     | 1er novembre | Houston       | D 97-119  | Tim Hardaway, Jr. (23)   | Hardaway, Thomas (7)    | Frank Ntilikina (8)   | Madison Square Garden | 3 - 4   |
| 8     | 3 novembre   | Phoenix       | V 120-107 | Kristaps Porziņģis (37)  | Enes Kanter (15)        | Jarrett Jack (8)      | Madison Square Garden | 4 - 4   |
| 9     | 5 novembre   | Indiana       | V 108-101 | Kristaps Porziņģis (40)  | Enes Kanter (18)        | Frank Ntilikina (7)   | Madison Square Garden | 5 - 4   |
| 10    | 7 novembre   | Charlotte     | V 118-113 | Kristaps Porziņģis (28)  | Enes Kanter (6)         | Courtney Lee (9)      | Madison Square Garden | 6 - 4   |
| 11    | 8 novembre   | @ Orlando     | D 99-112  | Tim Hardaway, Jr. (26)   | Tim Hardaway, Jr. (11)  | Frank Ntilikina (9)   | Amway Center          | 6 - 5   |
| 12    | 11 novembre  | Sacramento    | V 118-91  | Kristaps Porziņģis (34)  | Enes Kanter (13)        | Jarrett Jack (6)      | Madison Square Garden | 7 - 5   |
| 13    | 13 novembre  | Cleveland     | D 101-104 | Tim Hardaway, Jr. (28)   | Enes Kanter (16)        | Hardaway, Jack (5)    | Madison Square Garden | 7 - 6   |
| 14    | 15 novembre  | Utah          | V 106-101 | Tim Hardaway, Jr. (26)   | Kristaps Porziņģis (8)  | Tim Hardaway, Jr. (6) | Madison Square Garden | 8 - 6   |
| 15    | 17 novembre  | @ Toronto     | D 84-107  | Hardaway, Porziņģis (13) | Quatre joueurs (6)      | Jarrett Jack (7)      | Centre Air Canada     | 8 - 7   |
| 16    | 20 novembre  | L.A. Clippers | V 107-85  | Kristaps Porziņģis (25)  | Enes Kanter (16)        | Jarrett Jack (7)      | Madison Square Garden | 9 - 7   |
| 17    | 22 novembre  | Toronto       | V 108-100 | Tim Hardaway, Jr. (38)   | Kristaps Porziņģis (12) | Hardaway, Lee (7)     | Madison Square Garden | 10 - 7  |
| 18    | 24 novembre  | @ Atlanta     | D 104-116 | Kristaps Porziņģis (28)  | Willy Hernangómez (7)   | Jarrett Jack (14)     | Philips Arena         | 10 - 8  |
| 19    | 25 novembre  | @ Houston     | D 102-117 | Michael Beasley (30)     | Kyle O'Quinn (15)       | Jarrett Jack (8)      | Toyota Center         | 10 - 9  |
| 20    | 27 novembre  | Portland      | D 91-103  | Kristaps Porziņģis (22)  | Kyle O'Quinn (11)       | O'Quinn, Jack (3)     | Madison Square Garden | 10 - 10 |
| 21    | 29 novembre  | Miami         | V 115-86  | Enes Kanter (22)         | Enes Kanter (14)        | Jarrett Jack (7)      | Madison Square Garden | 11 - 10 |

| Match | Date match  | Équipe             | Score          | Meilleur marqueur       | Meilleur rebondeur     | Meilleur passeur     | Lieux                   | Série   |
| ----- | ----------- | ------------------ | -------------- | ----------------------- | ---------------------- | -------------------- | ----------------------- | ------- |
| 22    | 3 décembre  | Orlando            | D 100-105      | Michael Beasley (21)    | Enes Kanter (16)       | Jarrett Jack (7)     | Madison Square Garden   | 11 - 11 |
| 23    | 4 décembre  | @ Indiana          | D 97-115       | Willy Hernangómez (14)  | Willy Hernangómez (10) | Jarrett Jack (5)     | Bankers Life Fieldhouse | 11 - 12 |
| 24    | 6 décembre  | Memphis            | V 99-88        | Courtney Lee (24)       | Enes Kanter (12)       | Jarrett Jack (10)    | Madison Square Garden   | 12 - 12 |
| 25    | 9 décembre  | @ Chicago          | D 102-104      | Kristaps Porziņģis (23) | Enes Kanter (11)       | Frank Ntilikina (7)  | United Center           | 12 - 13 |
| 26    | 10 décembre | Atlanta            | V 111-107      | Kristaps Porziņģis (30) | Kristaps Porziņģis (8) | Trois joueurs (4)    | Madison Square Garden   | 13 - 13 |
| 27    | 12 décembre | L.A. Lakers        | V 113-109 (OT) | Kristaps Porziņģis (37) | Kanter, Porziņģis (11) | Jarrett Jack (10)    | Madison Square Garden   | 14 - 13 |
| 28    | 14 décembre | @ Brooklyn         | V 111-104      | Courtney Lee (27)       | Kyle O'Quinn (10)      | Frank Ntilikina (8)  | Barclays Center         | 15 - 13 |
| 29    | 16 décembre | Oklahoma City      | V 111-96       | Michael Beasley (30)    | Jarrett Jack (8)       | Jarrett Jack (7)     | Madison Square Garden   | 16 - 13 |
| 30    | 18 décembre | @ Charlotte        | D 91-109       | Michael Beasley (23)    | Michael Beasley (9)    | Jarrett Jack (7)     | Spectrum Center         | 16 - 14 |
| 31    | 21 décembre | Boston             | V 102-93       | Michael Beasley (32)    | Michael Beasley (12)   | Courtney Lee (3)     | Madison Square Garden   | 17 - 14 |
| 32    | 22 décembre | @ Détroit          | D 101-104      | Kristaps Porziņģis (29) | Enes Kanter (16)       | Jarrett Jack (6)     | Little Caesars Arena    | 17 - 15 |
| 33    | 25 décembre | Philadelphie       | D 98-105       | Enes Kanter (31)        | Enes Kanter (22)       | Jarrett Jack (7)     | Madison Square Garden   | 17 - 16 |
| 34    | 27 décembre | @ Chicago          | D 87-92        | Kristaps Porziņģis (23) | Enes Kanter (11)       | Jarrett Jack (8)     | United Center           | 17 - 17 |
| 35    | 28 décembre | @ San Antonio      | D 107-119      | Michael Beasley (23)    | Michael Beasley (12)   | Frank Ntilikina (11) | AT&T Center             | 17 - 18 |
| 36    | 30 décembre | @ Nouvelle-Orléans | V 105-103      | Kristaps Porziņģis (30) | Enes Kanter (9)        | Jarrett Jack (7)     | Smoothie King Center    | 18 - 18 |

| Match | Date match | Équipe           | Score           | Meilleur marqueur             | Meilleur rebondeur     | Meilleur passeur      | Lieux                      | Série   |
| ----- | ---------- | ---------------- | --------------- | ----------------------------- | ---------------------- | --------------------- | -------------------------- | ------- |
| 37    | 2 janvier  | San Antonio      | D 91-100        | Michael Beasley (18)          | Beasley, Porziņģis (9) | Jack, Lee (5)         | Madison Square Garden      | 18 - 19 |
| 38    | 3 janvier  | @ Washington     | D 103-121       | Michael Beasley (20)          | Kyle O'Quinn (10)      | Jarrett Jack (4)      | Capital One Arena          | 18 - 20 |
| 39    | 5 janvier  | @ Miami          | D 103-107 (OT)  | Courtney Lee (24)             | Michael Beasley (10)   | Jarrett Jack (5)      | American Airlines Arena    | 18 - 21 |
| 40    | 7 janvier  | @ Dallas         | V 100-96        | Kristaps Porziņģis (29)       | Enes Kanter (18)       | Jarrett Jack (8)      | American Airlines Center   | 19 - 21 |
| 41    | 10 janvier | Chicago          | D 119-122 (2OT) | Michael Beasley (26)          | Michael Beasley (12)   | Jarrett Jack (10)     | Madison Square Garden      | 19 - 22 |
| 42    | 12 janvier | @ Minnesota      | D 108-118       | Jarrett Jack (18)             | Enes Kanter (12)       | Jarrett Jack (8)      | Target Center              | 19 - 23 |
| 43    | 14 janvier | Nouvelle-Orléans | D 118-123 (OT)  | Hardaway, Jr., Porziņģis (25) | Enes Kanter (10)       | Jarrett Jack (8)      | Madison Square Garden      | 19 - 24 |
| 44    | 15 janvier | @ Brooklyn       | V 119-104       | Kristaps Porziņģis (26)       | Michael Beasley (10)   | Frank Ntilikina (10)  | Barclays Center            | 20 - 24 |
| 45    | 17 janvier | @ Memphis        | D 99-105        | Kristaps Porziņģis (21)       | Kanter, Porziņģis (9)  | Jarrett Jack (8)      | FedExForum                 | 20 - 25 |
| 46    | 19 janvier | @ Utah           | V 117-115       | Tim Hardaway, Jr. (31)        | Enes Kanter (9)        | Jarrett Jack (6)      | Vivint Smart Home Arena    | 21 - 25 |
| 47    | 21 janvier | @ L.A. Lakers    | D 107-127       | Trois joueurs (17)            | Enes Kanter (14)       | Jarrett Jack (10)     | Staples Center             | 21 - 26 |
| 48    | 23 janvier | @ Golden State   | D 112-123       | Michael Beasley (21)          | Enes Kanter (9)        | Jarrett Jack (6)      | Oracle Arena               | 21 - 27 |
| 49    | 25 janvier | @ Denver         | D 118-130       | Beasley, Porziņģis (21)       | Kanter, Porziņģis (7)  | Trey Burke (11)       | Pepsi Center               | 21 - 28 |
| 50    | 26 janvier | @ Phoenix        | V 107-85        | Enes Kanter (20)              | Enes Kanter (10)       | Jack, Lee (5)         | Talking Stick Resort Arena | 22 - 28 |
| 51    | 30 janvier | Brooklyn         | V 111-95        | Kristaps Porziņģis (28)       | Enes Kanter (20)       | Kanter, Ntilikina (5) | Madison Square Garden      | 23 - 28 |
| 52    | 31 janvier | @ Boston         | D 73-103        | Enes Kanter (17)              | Enes Kanter (17)       | Jarrett Jack (4)      | TD Garden                  | 23 - 29 |

| Match                  | Date match | Équipe         | Score     | Meilleur marqueur          | Meilleur rebondeur   | Meilleur passeur          | Lieux                     | Série   |
| ---------------------- | ---------- | -------------- | --------- | -------------------------- | -------------------- | ------------------------- | ------------------------- | ------- |
| 53                     | 2 février  | @ Milwaukee    | D 90-92   | Kanter, Porziņģis (17)     | Enes Kanter (18)     | Jarrett Jack (7)          | BMO Harris Bradley Center | 23 - 30 |
| 54                     | 4 février  | Atlanta        | D 96-99   | Kristaps Porziņģis (22)    | Enes Kanter (12)     | Jarrett Jack (4)          | Madison Square Garden     | 23 - 31 |
| 55                     | 6 février  | Milwaukee      | D 89-103  | Enes Kanter (19)           | Enes Kanter (16)     | Tim Hardaway, Jr. (4)     | Madison Square Garden     | 23 - 32 |
| 56                     | 8 février  | @ Toronto      | D 88-113  | Michael Beasley (21)       | Luke Kornet (10)     | Jarrett Jack (6)          | Centre Air Canada         | 23 - 33 |
| 57                     | 11 février | @ Indiana      | D 113-121 | Hardaway, Jr., Kanter (17) | Michael Beasley (13) | Emmanuel Mudiay (10)      | Bankers Life Fieldhouse   | 23 - 34 |
| 58                     | 12 février | @ Philadelphie | D 92-108  | Michael Beasley (22)       | Enes Kanter (13)     | Hardaway, Jr., Kanter (3) | Wells Fargo Center        | 23 - 35 |
| 59                     | 14 février | Washington     | D 113-118 | Tim Hardaway, Jr. (37)     | Enes Kanter (14)     | Jack, Kanter (4)          | Madison Square Garden     | 23 - 36 |
| NBA All-Star Game 2018 |            |                |           |                            |                      |                           |                           |         |
| 60                     | 22 février | @ Orlando      | V 120-113 | Trey Burke (26)            | Enes Kanter (12)     | Burke, Hardaway, Jr. (6)  | Amway Center              | 24 - 36 |
| 61                     | 24 février | Boston         | D 112-121 | Trey Burke (26)            | Enes Kanter (12)     | Trey Burke (8)            | Madison Square Garden     | 24 - 37 |
| 62                     | 26 février | Golden State   | D 111-125 | Emmanuel Mudiay (20)       | Enes Kanter (7)      | Emmanuel Mudiay (7)       | Madison Square Garden     | 24 - 38 |

| Match | Date match | Équipe          | Score          | Meilleur marqueur      | Meilleur rebondeur   | Meilleur passeur     | Lieux                     | Série   |
| ----- | ---------- | --------------- | -------------- | ---------------------- | -------------------- | -------------------- | ------------------------- | ------- |
| 63    | 2 mars     | @ L.A. Clippers | D 105-128      | Enes Kanter (18)       | Enes Kanter (14)     | Emmanuel Mudiay (7)  | Staples Center            | 24 - 39 |
| 64    | 4 mars     | @ Sacramento    | D 99-102       | Tim Hardaway, Jr. (24) | Enes Kanter (16)     | Trey Burke (6)       | Golden 1 Center           | 24 - 40 |
| 65    | 6 mars     | @ Portland      | D 87-111       | Tim Hardaway, Jr. (19) | Enes Kanter (11)     | Trey Burke (7)       | Moda Center               | 24 - 41 |
| 66    | 9 mars     | @ Milwaukee     | D 112-120      | Tim Hardaway, Jr. (26) | Enes Kanter (8)      | Kyle O'Quinn (6)     | BMO Harris Bradley Center | 24 - 42 |
| 67    | 11 mars    | Toronto         | D 106-132      | Tim Hardaway, Jr. (25) | Michael Beasley (11) | Mudiay, O'Quinn (5)  | Madison Square Garden     | 24 - 43 |
| 68    | 13 mars    | Dallas          | D 97-110       | Michael Beasley (21)   | Enes Kanter (15)     | Frank Ntilikina (6)  | Madison Square Garden     | 24 - 44 |
| 69    | 15 mars    | Philadelphie    | D 110-118      | Michael Beasley (24)   | Michael Beasley (13) | Michael Beasley (7)  | Madison Square Garden     | 24 - 45 |
| 70    | 17 mars    | Charlotte       | V 124-101      | Tim Hardaway, Jr. (25) | Kanter, O'Quinn (9)  | Trey Burke (5)       | Madison Square Garden     | 25 - 45 |
| 71    | 19 mars    | Chicago         | V 110-92       | Tim Hardaway, Jr. (22) | Enes Kanter (13)     | Burke, Ntilikina (5) | Madison Square Garden     | 26 - 45 |
| 72    | 21 mars    | @ Miami         | D 98-119       | Enes Kanter (23)       | Enes Kanter (13)     | Emmanuel Mudiay (4)  | American Airlines Arena   | 26 - 46 |
| 73    | 23 mars    | Minnesota       | D 104-108      | Tim Hardaway, Jr. (39) | Enes Kanter (15)     | Trey Burke (9)       | Madison Square Garden     | 26 - 47 |
| 74    | 25 mars    | @ Washington    | V 101-97       | Trey Burke (19)        | Enes Kanter (11)     | Emmanuel Mudiay (7)  | Capital One Arena         | 27 - 47 |
| 75    | 26 mars    | @ Charlotte     | D 128-137 (OT) | Trey Burke (42)        | Enes Kanter (13)     | Trey Burke (12)      | Spectrum Center           | 27 - 48 |
| 76    | 28 mars    | @ Philadelphie  | D 101-118      | Beasley, Mudiay (22)   | Enes Kanter (14)     | Trey Burke (6)       | Wells Fargo Center        | 27 - 49 |
| 77    | 31 mars    | Détroit         | D 109-115      | Michael Beasley (32)   | Kyle O'Quinn (15)    | Trey Burke (15)      | Madison Square Garden     | 27 - 50 |

| Match | Date match | Équipe      | Score     | Meilleur marqueur      | Meilleur rebondeur  | Meilleur passeur    | Lieux                 | Série   |
| ----- | ---------- | ----------- | --------- | ---------------------- | ------------------- | ------------------- | --------------------- | ------- |
| 78    | 3 avril    | Orlando     | D 73-97   | Tim Hardaway, Jr. (16) | Kyle O'Quinn (12)   | Trey Burke (4)      | Madison Square Garden | 27 - 51 |
| 79    | 6 avril    | Miami       | V 122-98  | Damyean Dotson (30)    | Kyle O'Quinn (14)   | Frank Ntilikina (9) | Madison Square Garden | 28 - 51 |
| 80    | 7 avril    | Milwaukee   | D 102-115 | Jarrett Jack (18)      | Kyle O'Quinn (16)   | Trey Burke (8)      | Madison Square Garden | 28 - 52 |
| 81    | 9 avril    | Cleveland   | D 109-123 | Michael Beasley (20)   | Lance Thomas (7)    | Trey Burke (8)      | Madison Square Garden | 28 - 53 |
| 82    | 11 avril   | @ Cleveland | V 110-98  | Luke Kornet (23)       | Damyean Dotson (10) | Trey Burke (9)      | Quicken Loans Arena   | 29 - 53 |

### Confrontations en saison régulière
| Conférence Est      | Conférence Est                               | Conférence Est                               | Conférence Est                               | Conférence Est                               | Conférence Ouest                             | Conférence Ouest                             | Conférence Ouest                             |
| Division Atlantique | Division Atlantique                          | Division Atlantique                          | Division Atlantique                          | Division Atlantique                          | Division Nord-Ouest                          | Division Nord-Ouest                          | Division Nord-Ouest                          |
| Équipe              | Domicile                                     | Domicile                                     | Extérieur                                    | Extérieur                                    | Équipe                                       | Domicile                                     | Extérieur                                    |
| ------------------- | -------------------------------------------- | -------------------------------------------- | -------------------------------------------- | -------------------------------------------- | -------------------------------------------- | -------------------------------------------- | -------------------------------------------- |
| Boston              | 102-93                                       | 112-121                                      | 89-110                                       | 73-103                                       | Denver                                       | 116-110                                      | 118-130                                      |
| Brooklyn            | 107-86                                       | 111-95                                       | 111-104                                      | 119-104                                      | Minnesota                                    | 104-108                                      | 108-118                                      |
|                     |                                              |                                              |                                              |                                              | Oklahoma City                                | 111-96                                       | 84-105                                       |
| Philadelphie        | 98-105                                       | 110-118                                      | 92-108                                       | 101-118                                      | Portland                                     | 91-103                                       | 87-111                                       |
| Toronto             | 108-100                                      | 106-132                                      | 84-107                                       | 88-113                                       | Utah                                         | 106-101                                      | 117-115                                      |
|                     | 4–4                                          | 4–4                                          | 2–6                                          | 2–6                                          |                                              | 3–2                                          | 1–4                                          |
| Division            | 6–10                                         | 6–10                                         | 6–10                                         | 6–10                                         | Division                                     | 4–6                                          | 4–6                                          |
| Division Centrale   | Division Centrale                            | Division Centrale                            | Division Centrale                            | Division Centrale                            | Division Pacifique                           | Division Pacifique                           | Division Pacifique                           |
| Equipe              | Domicile                                     | Domicile                                     | Extérieur                                    | Extérieur                                    | Equipe                                       | Domicile                                     | Extérieur                                    |
| Chicago             | 119-122 (2OT)                                | 110-92                                       | 102-104                                      | 87-92                                        | Golden State                                 | 111-125                                      | 112-123                                      |
| Cleveland           | 101-104                                      | 109-123                                      | 114-95                                       | 110-98                                       | L.A. Clippers                                | 107-85                                       | 105-128                                      |
| Detroit             | 107-111                                      | 109-115                                      | 101-104                                      |                                              | L.A. Lakers                                  | 113-109 (OT)                                 | 107-127                                      |
| Indiana             | 108-101                                      |                                              | 97-115                                       | 113-121                                      | Phoenix                                      | 120-107                                      | 107-85                                       |
| Milwaukee           | 89-103                                       | 102-115                                      | 90-92                                        | 112-120                                      | Sacramento                                   | 118-91                                       | 99-102                                       |
|                     | 2–7                                          | 2–7                                          | 2–7                                          | 2–7                                          |                                              | 4–1                                          | 1–4                                          |
| Division            | 4–14                                         | 4–14                                         | 4–14                                         | 4–14                                         | Division                                     | 5–5                                          | 5–5                                          |
| Division Sud-Est    | Division Sud-Est                             | Division Sud-Est                             | Division Sud-Est                             | Division Sud-Est                             | Division Sud-Ouest                           | Division Sud-Ouest                           | Division Sud-Ouest                           |
| Equipe              | Domicile                                     | Domicile                                     | Extérieur                                    | Extérieur                                    | Equipe                                       | Domicile                                     | Extérieur                                    |
| Atlanta             | 111-107                                      | 96-99                                        | 104-116                                      |                                              | Dallas                                       | 97-110                                       | 100-96                                       |
| Charlotte           | 118-113                                      | 124-101                                      | 91-109                                       | 128-137 (OT)                                 | Houston                                      | 97-119                                       | 102-117                                      |
| Miami               | 115-86                                       | 122-98                                       | 103-107 (OT)                                 | 98-119                                       | Memphis                                      | 99-88                                        | 99-105                                       |
| Orlando             | 100-105                                      | 73-97                                        | 99-112                                       | 120-113                                      | New Orleans                                  | 118-123                                      | 105-103                                      |
| Washington          | 113-118                                      |                                              | 103-121                                      | 101-97                                       | San Antonio                                  | 91-100                                       | 107-119                                      |
|                     | 5–4                                          | 5–4                                          | 2–7                                          | 2–7                                          |                                              | 1–4                                          | 2–3                                          |
| Division            | 7–11                                         | 7–11                                         | 7–11                                         | 7–11                                         | Division                                     | 3–7                                          | 3–7                                          |
| Conférence          | 17–35 (Domicile : 11–15 ; Extérieur : 6–20)  | 17–35 (Domicile : 11–15 ; Extérieur : 6–20)  | 17–35 (Domicile : 11–15 ; Extérieur : 6–20)  | 17–35 (Domicile : 11–15 ; Extérieur : 6–20)  | Conférence                                   | 12–18 (Domicile : 8–7 ; Extérieur : 4–11)    | 12–18 (Domicile : 8–7 ; Extérieur : 4–11)    |
| Total               | 29–53 (Domicile : 19–22 ; Extérieur : 10–31) | 29–53 (Domicile : 19–22 ; Extérieur : 10–31) | 29–53 (Domicile : 19–22 ; Extérieur : 10–31) | 29–53 (Domicile : 19–22 ; Extérieur : 10–31) | 29–53 (Domicile : 19–22 ; Extérieur : 10–31) | 29–53 (Domicile : 19–22 ; Extérieur : 10–31) | 29–53 (Domicile : 19–22 ; Extérieur : 10–31) |

## Effectif
| Knicks de New York Effectif en fin de saison régulière |    |                        |                    |                  |
| Entraîneur : Jeff Hornacek                             |    |                        |                    |                  |
| Arrière, Ailier                                        | 31 | Drapeau des États-Unis | Ron Baker          | Wichita State    |
| Ailier                                                 | 8  | Drapeau des États-Unis | Michael Beasley    | Kansas State     |
| Meneur                                                 | 23 | Drapeau des États-Unis | Trey Burke         | Michigan         |
| Arrière                                                | 21 | Drapeau des États-Unis | Damyean Dotson     | Houston          |
| Arrière                                                | 3  | Drapeau des États-Unis | Tim Hardaway, Jr.  | Michigan         |
| Ailier                                                 | 4  | Drapeau des États-Unis | Isaiah Hicks (TW)  | Caroline du Nord |
| Meneur                                                 | 55 | Drapeau des États-Unis | Jarrett Jack       | Georgia Tech     |
| Ailier fort, Pivot                                     | 00 | Drapeau de la Turquie  | Enes Kanter        | Turquie          |
| Ailier fort, Pivot                                     | 2  | Drapeau des États-Unis | Luke Kornet (TW)   | Vanderbilt       |
| Arrière                                                | 5  | Drapeau des États-Unis | Courtney Lee       | Western Kentucky |
| Meneur                                                 | 1  | /                      | Emmanuel Mudiay    | Prime Academy    |
| Pivot, Ailier fort                                     | 13 | Drapeau de la France   | Joakim Noah        | Floride          |
| Meneur                                                 | 11 | Drapeau de la France   | Frank Ntilikina    | France           |
| Ailier fort, Pivot                                     | 9  | Drapeau des États-Unis | Kyle O'Quinn       | Norfolk          |
| Ailier fort, Pivot                                     | 6  | Drapeau de la Lettonie | Kristaps Porziņģis | Lettonie         |
| Ailier fort                                            | 42 | Drapeau des États-Unis | Lance Thomas       | Duke             |
| Ailier                                                 | 0  | Drapeau des États-Unis | Troy Williams      | Indiana          |
| (C) - Capitaine, (TW) - Two-way contract, - Blessé     |    |                        |                    |                  |

## Transactions

### Échanges
| 14 juillet 2017   | A Knicks de New YorkScott Perry (manager général)                                              | A Kings de SacramentoSecond tour de draft 2019 Compensation financière                                      |
| 25 septembre 2017 | A Knicks de New YorkEnes Kanter Doug McDermott                                                 | A Thunder d'Oklahoma CityCarmelo Anthony                                                                    |
| 7 février 2018    | A Knicks de New YorkJohnny O'Bryant III Second tour de draft 2020 Second tour de draft 2021    | A Hornets de CharlotteWilly Hernangómez                                                                     |
| 8 février 2018    | A Knicks de New YorkEmmanuel Mudiay (de Denver)                                                | A Mavericks de DallasDoug McDermott (de New York) Second tour de draft 2018 (de L.A. Clippers via New York) |
| 8 février 2018    | A Nuggets de DenverDevin Harris (de Dallas) Second tour de draft 2018 (de Portland via Denver) | |

### Joueurs qui re-signent
| Date       | Joueur    | Contrat                           |
| ---------- | --------- | --------------------------------- |
| 07/08/2017 | Ron Baker | Contrat de 8 900 000 $ sur 2 ans. |

### Options dans les contrats
| Date       | Joueur             | Option                                                                       |
| ---------- | ------------------ | ---------------------------------------------------------------------------- |
| 11/08/2017 | Kristaps Porziņģis | New York exerce son option d'équipe de 5 690 000 $ pour la saison 2018-2019. |
| 31/05/2018 | Ron Baker          | Ron Baker exerce son option joueur de 4 544 400 $ pour la saison 2018-2019.  |

### Arrivés
| Date       | Joueur              | Contrat                           | Provenance                           |
| ---------- | ------------------- | --------------------------------- | ------------------------------------ |
| 05/07/2017 | Frank Ntilikina     | Contrat de 7 660 000 $ sur 2 ans  | Strasbourg IG                        |
| 08/07/2017 | Tim Hardaway, Jr.   | Contrat de 70 950 000 $ sur 4 ans | Hawks d'Atlanta                      |
| 07/08/2017 | Damyean Dotson      | Contrat de 4 100 000 $ sur 3 ans  | Cougars de Houston (NCAA)            |
| 08/08/2017 | Ramon Sessions      | Contrat de 2 300 000 $ sur 1 an   | Hornets de Charlotte                 |
| 08/08/2017 | Michael Beasley     | Contrat de 2 100 000 $ sur 1 an   | Bucks de Milwaukee                   |
| 18/08/2017 | Xavier Rathan-Mayes | Contrat de 816,000 $ sur 1 an     | Seminoles de Florida State (NCAA)    |
| 18/08/2017 | Nigel Hayes         | Contrat de 816,000 $ sur 1 an     | Badgers du Wisconsin (NCAA)          |
| 15/09/2017 | Jarrett Jack        | Contrat de 2 300 000 $ sur 1 an   | Pelicans de La Nouvelle-Orléans      |
| 14/01/2018 | Trey Burke          | Contrat de 784,000 $ sur 1 an     | Knicks de Westchester (NBA G League) |
| 03/05/2018 | David Fizdale       | Entraîneur principal              | Grizzlies de Memphis                 |

#### Two-way contract
| Date       | Joueur       | Provenance                      |
| ---------- | ------------ | ------------------------------- |
| 03/07/2017 | Luke Kornet  | Commodores de Vanderbilt (NCAA) |
| 20/10/2017 | Isaiah Hicks | Hornets de Charlotte            |

#### Contrat de 10 jours
| Date       | Joueur        | Provenance         |
| ---------- | ------------- | ------------------ |
| 21/02/2018 | Troy Williams | Rockets de Houston |
| 03/03/2018 | Troy Williams | Knicks de New York |

### Départs
| Date       | Joueur               | Raison départ                            | Nouvelle équipe ¹                    |
| ---------- | -------------------- | ---------------------------------------- | ------------------------------------ |
| 01/07/2017 | Justin Holiday       | Agent libre                              | Bulls de Chicago                     |
| 01/07/2017 | Derrick Rose         | Agent libre                              | Cavaliers de Cleveland               |
| 01/07/2017 | Saša Vujačić         | Agent libre                              | Auxilium Pallacanestro Torino        |
| 01/07/2017 | Maurice Ndour        | Agent libre                              | UNICS Kazan                          |
| 07/07/2017 | Marshall Plumlee     | Coupé                                    | Clippers de Los Angeles              |
| 25/09/2017 | Chasson Randle       | Coupé                                    | Real Madrid                          |
| 14/10/2017 | Nigel Hayes          | Coupé                                    | Knicks de Westchester (NBA G League) |
| 12/11/2017 | Mindaugas Kuzminskas | Coupé                                    | Olimpia Milan                        |
| 13/01/2018 | Ramon Sessions       | Coupé                                    | Wizards de Washington                |
| 08/02/2018 | Johnny O'Bryant III  | Coupé                                    |                                      |
| 12/04/2018 | Jeff Hornacek        | Viré de son poste d’entraîneur principal |                                      |

¹ Il s'agit de l’équipe pour laquelle le joueur a signé après son départ, il a pu entre-temps changer d'équipe ou encore de pays.

### Joueurs "agents libres" à la fin de la saison
| Joueur          | Fin de saison |
| --------------- | ------------- |
| Michael Beasley | Agent libre   |
| Jarrett Jack    | Agent libre   |

## Récompenses
| Date       | Joueur             | Récompense        |
| ---------- | ------------------ | ----------------- |
| 18 février | Kristaps Porziņģis | ☆ All-Star 2018 ☆ |